# Immigration en Roumanie

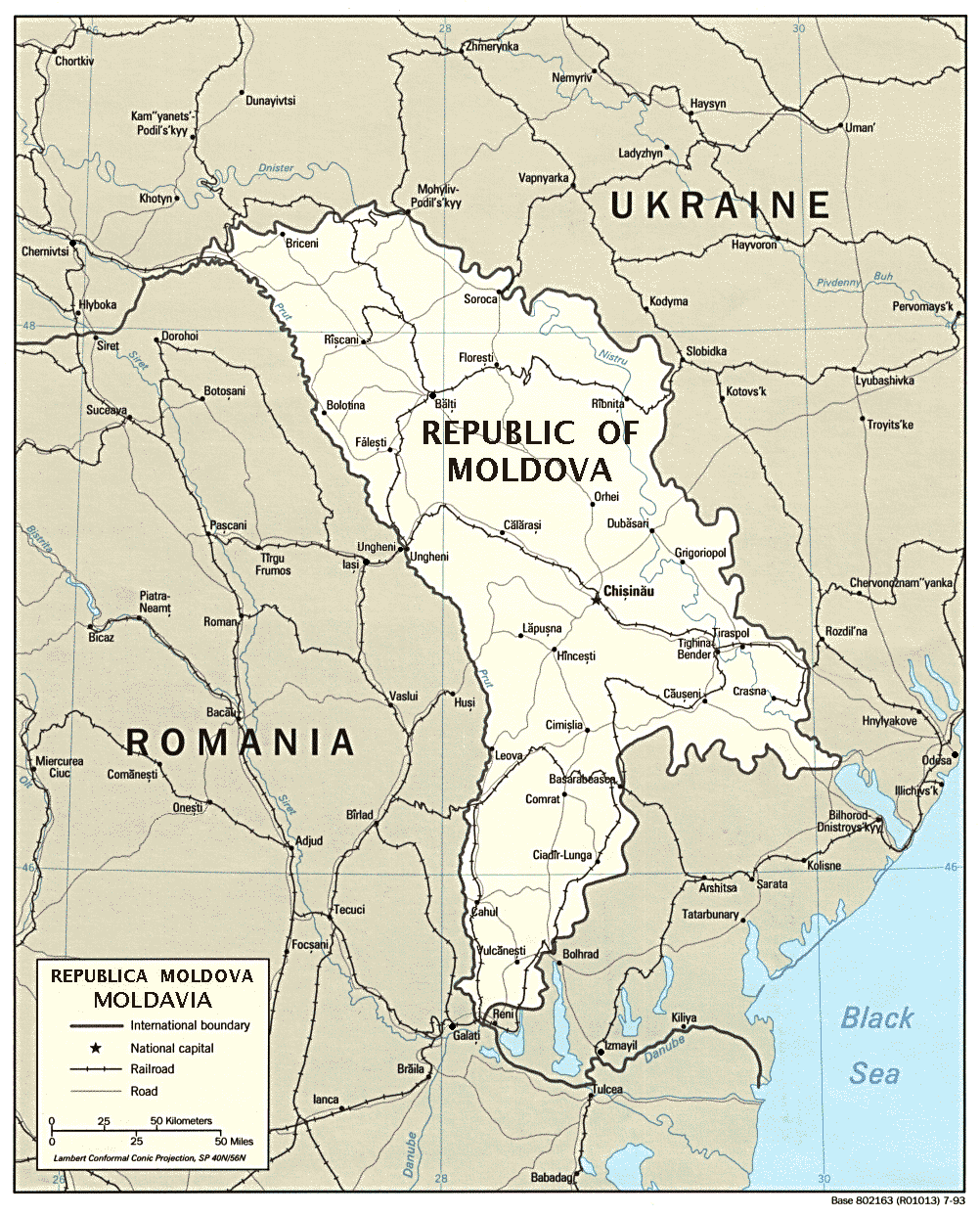
La République de Moldavie est le pays d'origine le plus courant des résidents nés à l'étranger en Roumanie.

L'immigration vers la Roumanie est moins courante que l'immigration vers la plupart des autres pays de l'Union européenne, la Roumanie comptant 2,1 % de la population née à l'étranger en 2017 (estimations d'Eurostat). Parmi eux, 0,9 % sont nés dans d’autres États membres de l’UE et 1,2 % sont nés en dehors de l’UE. La Roumanie a récemment connu une vague croissante d'immigration, provenant principalement de la République de Moldavie, de Turquie, d'Italie, d'Espagne, d'Asie du Sud-Est et d'Asie de l'Est et, dans une moindre mesure, d'autres parties du monde. En 2013, 198 839 immigrants vivaient en Roumanie, dont 13 000 réfugiés,. À la mi-2020, le nombre de migrants en Roumanie était de 705 000, dont plus de 40 % venaient de la République de Moldavie.
Selon la DIICOT, la Roumanie est passée depuis 1990 d'un pays de transit pour les migrants illégaux à un pays de destination. Au sein de l'Union européenne, le pays a le deuxième taux d'immigration en provenance de pays tiers le plus élevé (86 %), juste derrière la Slovénie (90 %). La plupart des immigrants en Roumanie viennent d'Europe. Parmi les immigrants non européens, la plupart viennent d'Asie et d'Afrique du Nord.

## Origine

### Pays de l'Union européenne
Les immigrants d'Italie et d'Espagne entretiennent souvent des relations étroites avec des Roumains, y compris des mariages mixtes.

#### Français
En 2022, c'est 4 321 français qui sont inscrits sur la liste de français établis hors de France pour la Roumanie.

### République de Moldavie
Plus de 40 % des résidents nés à l'étranger sont originaires de la République de Moldavie. En raison de l'ancienne période d'union entre la majeure partie de la Moldavie et la Roumanie, de nombreux Moldaves sont éligibles à la citoyenneté roumaine sur la base de l'ascendance. La culture de la Moldavie est principalement influencée par les origines roumaines de sa population majoritaire, étant fortement liée à la culture roumaine classique et, en tant que telle, il est facile pour les habitants de la Moldavie voisine de s'intégrer dans la culture roumaine contemporaine. De nombreux immigrants de la République de Moldavie préfèrent s'installer dans les comtés roumains de la région de Moldavie, car là-bas la culture est plus similaire à celle de leur pays d'origine.

### Ukrainiens
Après le début de l'invasion russe de l'Ukraine en 2022, un grand nombre d'Ukrainiens ont commencé à émigrer vers la Roumanie. Cela incluait également les Roumains d'Ukraine. En 2023, d'après le Haut Commissariat des Nations unies pour les réfugiés, 85 710 réfugiés ukrainiens sont présents en Roumanie et 150 547 réfugiés ukrainiens en ont obtenu la protection temporaire.
Outre les Ukrainiens, des centaines de Russes fuyant la mobilisation de 2022 sont venus en Roumanie,.

### Travailleurs d'Asie et d'Europe de l'Est
Ces dernières années, un nombre considérable de citoyens chinois et vietnamiens travaillent en Roumanie, en raison de l'émigration d'une grande partie de la main-d'œuvre roumaine. Il y a aussi des travailleurs du Népal, des Philippines, de Thaïlande, d'Indonésie, d'Inde, du Bangladesh, du Pakistan, du Sri Lanka, d'Ukraine, de Serbie, du Liban et de Turquie,,,. De nombreux Chinois vivent dans le comté d'Ilfov (le comté entourant Bucarest).
De nombreux travailleurs immigrés travaillent dans le bâtiment ; les principaux pays en 2021 pour ces travailleurs de la construction étaient : la Turquie, l'Inde, le Bangladesh, le Vietnam, le Népal, le Sri Lanka, le Maroc, la Moldavie, le Pakistan et l'Ukraine. D'autres pays comprennent l'Égypte, la Chine, la Serbie et le Soudan.

### Arabes
Les Arabes de Roumanie viennent principalement de Syrie (y compris les réfugiés de la guerre civile syrienne), du Liban, d'Irak et de la Tunisie. En 2018, la plupart des demandeurs d’asile venaient d’Irak, de Syrie et d’Iran. En 2020, ils venaient d’Afghanistan, de Syrie et d’Irak.

### Africains
Les Africains viennent principalement étudier en Roumanie. Les Africains étudient dans les universités roumaines depuis l'ère communiste. La plupart des Africains qui ont étudié en Roumanie pendant l'ère Ceaușescu venaient de pays d'Afrique subsaharienne tels que la République centrafricaine, le Soudan, la République démocratique du Congo, la République du Congo,,,, et du Maghreb, parce que Ceaușescu avait un plan pour éduquer les élites africaines afin de créer des relations politiques avec ces pays africains,. On estime qu'à l'époque communiste, environ 10 000 jeunes Soudanais étudiaient en Roumanie.
Actuellement, en Roumanie, la plupart des Africains sont des étudiants, des réfugiés, des travailleursou des enfants issus de familles mixtes d'un parent roumain et d'un étudiant ou travailleur africain venu en Roumanie. En 2020, les demandeurs d'asile de Somalie et d'Érythrée représentaient les 6e et 9e chiffres les plus élevés parmi les demandeurs d'asile en Roumanie.

## Raisons

### Travailleurs invités
Ces dernières années, le gouvernement roumain a approuvé un quota de 100 000 travailleurs invités par an,. Les pays d'origine courants sont la Turquie, l'Inde, le Bangladesh, le Vietnam, le Népal, le Sri Lanka, le Maroc, la République de Moldavie, le Pakistan, l'Ukraine, l'Égypte, le Tadjikistan, la Chine, la Serbie, le Soudan, Israël, les Philippines, la Thaïlande, le Ghana, l'Indonésie, la Somalie, Irak,,,,,. La majorité des travailleurs invités viennent d'Asie ,, (ces chiffres n'incluent pas les travailleurs de l'UE qui bénéficient de la liberté de mouvement).
Une étude de 2022 sur les travailleurs invités asiatiques en Roumanie menée à Bucarest, Craiova et Cluj-Napoca, auprès de 400 travailleurs asiatiques (originaires des pays d'origine Inde, Vietnam, Bangladesh, Pakistan, Népal, Malaisie, Afghanistan, Indonésie, Thaïlande, Philippines, Cambodge et Laos) ont constaté que près de 40 % d'entre eux travaillaient dans le bâtiment, suivi par les services et la logistique et le transport (y compris la gestion d'entrepôts). Les trois quarts étaient des hommes et 60 % étaient âgés entre 26 et 35 ans (âge moyen 27 ans).
En plus de l'Asie, certains travailleurs viennent du Maghreb, de la Corne de l'Afrique, notamment du Soudan (travaillant souvent dans l'agriculture),, d'Afrique de l'Ouest,, d'Amérique latine, et des pays voisins. Pays d'Europe de l'Est. De nombreux travailleurs viennent de Turquie.
Dans l’ensemble, en 2021, les principaux pays d’envoi de travailleurs invités étaient le Népal, la Turquie, le Bangladesh, le Sri Lanka, l’Inde, le Pakistan, le Vietnam, le Maroc et la République de Moldavie. En 2022, les principaux pays étaient le Bangladesh, le Népal, le Pakistan, le Sri Lanka, l'Inde, la Turquie, l'Égypte, le Maroc et le Vietnam.
Selon une étude de 2023, 120 165 citoyens étrangers (par exemple travailleurs invités, réfugiés, citoyens d'autres pays de l'UE, etc.) travaillaient en Roumanie. Les 20 principaux pays pour ces travailleurs étaient : Népal, Sri Lanka, Turquie, Apatrides, Ukraine, République de Moldavie, Inde, Bangladesh, Italie, Chine, Vietnam, Pakistan, Philippines, Serbie, Hongrie, Grèce, Allemagne, Égypte, Syrie, France. Plus d'un tiers de ces travailleurs étaient basés à Bucarest, suivi par les comtés d'Ilfov, Timiș, Constanța, Cluj, Brașov, Iași, Arad, Argeș et Bihor.

### Réfugiés
Historiquement, les réfugiés en Roumanie comprenaient des Arméniens qui ont fui l'Empire ottoman en raison du génocide arménien de 1915, des Grecs qui ont fui les persécutions après la guerre civile grecque et pendant la junte militaire grecque de 1967 à 1974, des Coréens qui ont fui la guerre de Corée et des Chiliens qui ont fui la dictature militaire du Chili (1973-1990).
Depuis son entrée dans l'UE, la Roumanie est également soumise à la politique de migration et d'asile de l'Union européenne . La Roumanie a notamment accueilli des réfugiés d'Irak, de Syrie et d'Ukraine, mais aussi de Somalie, du Yémen et du Venezuela,,,.
En 2020, la plupart des demandeurs d’asile venaient d’Afghanistan, de Syrie, du Bangladesh, d’Irak, d’Iran, de Somalie, du Pakistan, du Yémen et d’Érythrée.

## Sources et références
1. 1 2  « File:Foreign-born population by country of birth, 1 January 2017 .PNG »
2. 1 2 3  « ANALIZĂ de unde vin cei mai mulţi imigranţi şi ce fac ei în România », 21 novembre 2018
3. ↑  « Refugee population by country or territory of origin statistics - countries compared », Nationmaster (consulté le 8 octobre 2013)
4. ↑  « Le Monde: Romania, noua destinatie a imigrantilor », Ziare.com, 13 juillet 2009 (consulté le 8 octobre 2013)
5. ↑  « Immigrant and Emigrant Populations by Country of Origin and Destination », 10 février 2014
6. ↑  « Romania, destinatie pentru imigrantii ilegali, afirma seful DIICOT », Ziare.com (consulté le 8 octobre 2013)
7. ↑  (ro) « Income Magazine (Former Financiarul.com) » [archive du 25 novembre 2015], Financiarul.com (consulté le 9 mai 2014)
8. ↑  « MEAE - Français résidents à l'étranger », sur web.archive.org, 20 juillet 2023 (consulté le 20 juillet 2023)
9. ↑  Manuel Bogner, Steffi Hentschke, Michał Kokot, Thomas Roser, Franziska Schindler, Frida Thurm: Ukrainische Bevölkerung: Auf der Flucht. In: Die Zeit. 24 February 2022, retrieved 27 February 2022.
10. ↑  EXCLUSIV - Mărturia unui român din Ucraina care a fugit de război în România: "Nord-bucovinenii nu prea sunt dispuși să lupte. Mulți habar nu au ce este o armă".
11. ↑  (en) « Ukraine Situation Inter-Agency Operational Update Romania December 2023 », sur UNHCR Operational Data Portal (ODP) (consulté le 10 février 2024)
12. ↑  Pană, « Aproape 500 de ruși, refugiați în România după invadarea Ucrainei. Au aceleași drepturi ca ucrainenii, dar nimeni nu știe unde sunt și ce fac », 2 décembre 2022
13. ↑  « 240 de ruși care au fugit din țară cer protecție temporară în Iași. Sunt considerați refugiați și au aceleași drepturi ca ucrainenii », www.digi24.ro, 1er décembre 2022
14. ↑  « Embassy of The Republic of Indonesia in Bucharest, ACCREDITED TO THE REPUBLIC OF MOLDOVA Romania », Kementerian Luar Negeri Repulik Indonesia (consulté le 24 juin 2023)
15. ↑  « Vom "importa" mai mulți muncitori din Nepal, Filipine, Vietnam și Thailanda | Dejulmeu.ro », 3 août 2018
16. 1 2  « Fenomenul atragerii de personal din țări exotice, pe fondul lipsei forței de muncă locală, ia amploare. România aduce muncitori din Filipine, Nepal, Vietnam, India, Indonezia, Thailanda. "În 50 de ani, importul forței de muncă va fi o necesitate" »
17. ↑  « Muncitori de import din Asia de Sud-Est (Vietnam şi Sri Lanka) - România - Radio România Actualităţi Online »
18. ↑  (ro) « Muncitori din Ucraina vor termina lucrările la monumentul ecvestru al lui Ştefan cel Mare – Cotidianul Crai nou », www.crainou.ro, 17 octobre 2018 (consulté le 24 juin 2023)
19. 1 2 3 4  « Constructorii vor cu orice preţ angajaţi, dar întrebarea este ce costuri sociale şi economice va aduce inundarea pieţei cu forţă de muncă din Asia. Încă 100.000 de persoane ar putea veni să lucreze din acest an în România »
20. ↑  « Numărul persoanelor care au depus cereri de azil în România, în scădere »
21. ↑  « Peste 6000 de refugiați au cerut în 2020 azil în România, cel mai mare număr înregistrat vreodată », 19 février 2021
22. 1 2  « Republica Africa Centrală, la picioarele lui Ceauşescu », 21 février 2013
23. ↑  « Republica Africa Centrală, la picioarele lui Ceauşescu », 21 février 2013
24. ↑  « Cum i-a vândut Ceauşescu lui Mobutu Sésé Seko tractoare şi televizoare româneşti », historia.ro (consulté le 24 juin 2023)
25. ↑  « Studenţi străini în România », jurnalul.ro (consulté le 24 juin 2023)
26. ↑  (ro) « Povestea africanilor care spun Romania, te iubesc » [archive du 22 février 2017], Stirileprotv.ro (consulté le 22 février 2017)
27. 1 2  « România arabă a lui Ceaușescu | Adevarul Financiar » [archive du 23 février 2017]
28. ↑  « Povestea africanilor care spun: "Romania, te iubesc!" »
29. 1 2  « Tot mai mulți muncitori din Africa vin să lucreze în România. Aici primesc salarii chiar și de 20 de ori mai mari »
30. ↑  « Mulatrii romani, o minoritate inedita Interviu »
31. 1 2  (ro) « În perioada de pandemie, România a primit cel mai mare număr de solicitanți de azil din istorie. » (consulté le 19 août 2023)
32. ↑  « 100.000 de lucrători străini nou-admişi pe piaţa forţei de muncă, contingentul stabilit de Guvern pentru anul 2022, 27 ianuarie 2022 »
33. ↑  « Romanian Govt. Ready to take in 100,000 foreign workers in 2023 amid workforce shortage », 9 décembre 2022
34. ↑  « ANALIZĂ de unde vin cei mai mulţi imigranţi şi ce fac ei în România », 21 novembre 2018
35. 1 2 3  « Fermierii maramureşeni preferă zilieri din Somalia sau Irak. "Ne înţelegem prin semne" »
36. ↑  Nicolau, « România riscă să rămână fără muncitori străini din Asia », www.stiridiaspora.ro (consulté le 24 juin 2023)
37. ↑  PRAHOVA, « Muncitori din India, Bangladesh, Tadjikistan, Sri Lanka au umplut golul forței de muncă din Prahova | Ziarul Prahova », 21 juillet 2022 (consulté le 24 juin 2023)
38. ↑  (ro) « Muncitori din India, Bangladesh, Tadjikistan, Sri Lanka au umplut golul forței de muncă din Prahova », ziarulprahova.ro, 21 juillet 2022
39. ↑  « Cei mai mulţi muncitori străini, marea majoritate asiatici, vin în România pe poziţia de demolator »
40. ↑  « Studiu: Peste jumătate dintre muncitorii asiatici veniţi să lucreze în România ar recomanda şi rudelor şi prietenilor să vină pentru a munci. Unu din trei respondenţi ar dori să rămână în România cel puţin 2 ani şi 7% plănuiesc să se stabilească aici definitiv », 23 novembre 2022
41. ↑  « "Nici în Ghana nu am fi pățit așa ceva". Povestea africanilor care spun că au fost plătiți mai prost ca acasă după mai bine de o lună de muncă pe șantierul din București al unui celebru luptător de K1 », 19 avril 2022
42. ↑  « Muncitorii străini, fericiți că se pot vaccina în România. În țara lor, vaccinurile sunt puține și sunt imunizați doar cei vulnerabili », 2 août 2021
43. ↑  « Străini la muncă în România. Tot mai mulţi latino-americani lucrează în restaurantele de la noi », Observator
44. ↑  « De ce va ajunge numărul de muncitori străini în România la un record în 2022 - Panorama », 15 mars 2022
45. ↑  « Muncitorii români din România, pe cale de dispariție: Cum ne-am umplut de nepalezi, pakistanezi și indieni în câțiva ani », 23 janvier 2023
46. ↑  « De la est la vest: Top 20 țări care ne dau cei mai mulți angajați străini. Lista cu domeniile în care lucrează », Wall-Street, 15 mai 2023
47. ↑  « Cum a rezolvat România problema refugiaților chilieni, coreeni și armeni », 10 septembre 2015
48. ↑  « Refugiat în propria țară: "Ori plec, ori mor!" Un tânăr din Venezuela a fugit de socialism în România, după ce, în urmă cu 70 de ani, bunicul lui român fugea de comunism în Venezuela! », 31 mars 2019
49. ↑  « Primii 15 refugiaţi au ajuns în România | Agenția de presă Rador », 4 mars 2016
50. ↑  (ro) « Acasa e razboi | Refugiatii ajunsi la Galati le-au spus elevilor cum este viata lor in Romania, in cadrul "Scoala Altfel" », stirileprotv.ro